# Trigonisca pediculana
Trigonisca pediculana är en biart som först beskrevs av Fabricius 1804.  Trigonisca pediculana ingår i släktet Trigonisca och familjen långtungebin. Inga underarter finns listade i Catalogue of Life.